# Åkermyntan
Åkermyntan centrum är ett mindre köpcentrum i Hässelby villastad i västra Stockholm. Centrumanläggningen invigdes i november 1977.
Den omnämns för övrigt i en av sketcherna med Killinggänget. Det är karaktären Fred Asp, känd för att festa med sin iller Göran, som bor i närheten av Åkermyntan.